# Meixnerite
La meixnerite (simbolo IMA: Mxn) è un minerale del supergruppo dell'idrotalcite, oltre che del gruppo dell'idrotalcite, con composizione chimica Mg6Al2(OH)16(OH)2 • 4(H2O).

## Etimologia e storia
Il minerale prende il nome dal professor Heinrich Hermann Meixner (1908–1981), mineralogista austriaco dell'Università di Salisburgo, in Austria.

## Classificazione
La nona edizione della sistematica dei minerali di Strunz, aggiornata dall'Associazione Mineralogica Internazionale (IMA) fino al 2009, elenca la meixnerite nella classe "4. Ossidi (idrossidi, V[5,6] vanadati, arseniti, antimoniti, bismutiti, solfiti, seleniti, telluriti, iodati)" e da lì nella sottoclasse "4.F Idrossidi (senza V od U)", che è ulteriormente suddivisa in base alla dimensione dei cationi coinvolti, in modo tale che il minerale possa essere trovato nella sezione "4.FL Idrossidi con H2O ± (OH); strati di ottaedri che condividono uno spigolo" dove si trova insieme ad akdalaite, iowaite, jamborite, muskoxite e woodallite, con le quali forma il gruppo nº 4.FL.05.
Nella nuova edizione di questa sistematica, continuata dal database "mindat.org" e chiamata anche Classificazione Strunz-mindat, la meixnerite conserva la sua classificazione della nona edizione.
Nella Sistematica dei lapis (Lapis-Systematik) di Stefan Weiß, la meixnerite si trova nella famiglia degli "ossidi" e da lì nella sottofamiglia idrossidi e idrati ossidici (ossidi contenenti acqua con struttura stratificata)" dove forma il gruppo nº IV/F.05 insieme a clormagaluminite, woodallite, iowaite, droninoite e muskoxite.
Nella classificazione dei minerali secondo Dana, usata principalmente nel mondo anglosassone, la meixnerite si trova nella famiglia degli "idrossidi e ossidi contenenti idrossile" e da lì nella sottofamiglia chiamata "miscellanea", dove forma il sistema nº 06.04.06 insieme al minerale fougèrite.

## Abito cristallino
La meixnerite cristallizza nel sistema trigonale nel gruppo spaziale R3m (gruppo nº 166) con i parametri reticolari a = 3,046(2) Å e c = 22,93(2) Å, oltra a 3/8 unità di formula per cella unitaria.

## Origine e giacitura
La meixnerite si forma come minerale secondario nella serpentinite e viene trovata associata a talco e aragonite.
La meixnerite è un minerale piuttosto raro e in Italia è stata trovata a Borzoli, un quartiere di Genova (Liguria).
Altri siti includono Sankt Oswald (Austria); Maroldsweisach (Germania); Rydułtowy (Polonia); Zheleznogorsk-Ilimsky e Solikamsk (Russia); a Lavreotiki (Grecia); Hermansville, nella contea di Menominee (Michigan, Stati Uniti).